# Medicosma subsessilis
Medicosma subsessilis är en vinruteväxtart som beskrevs av Thomas Gordon Hartley. Medicosma subsessilis ingår i släktet Medicosma och familjen vinruteväxter. Inga underarter finns listade i Catalogue of Life.